# Detrich Miklós
Detrichfalvai Detrich Miklós (Dietrich Miklós) (1790 körül – Nagyváradolaszi, 1861. szeptember 1.) jogász, költő.

## Élete
Királyi tanácsos, Bihar megye főjegyzője, a tiszántúli kerületi tábla közbírája, utóbb a császári és királyi országos főtörvényszék alelnöke volt. Miután 1812-ben Nagyváradon jogi tanulmányait bevégezte, 47 évig részint a közigazgatás, részint az igazságszolgáltatás terén működött. Meghalt 1861-ben, 71 éves korában.

## Munkái
- Ode honoribus ill. ac magn. dni Ludovici comitis de Rhéde, oblata pectore fideli per alumnos academiae regiae M. Varadiensis anno 1808. die 22. november. Magno-Varadini, 1808.
- Méltgs t. n. Bihar vármegyének főispáni administratora gróf Kis-Rhédei Lajos úr nevenapjának megülésére. Augustusnak 25. napján 1809. Nagyvárad. (Költemény).
- Rev. ac clar. dno Francisco Staindl, in academia r. M. Varadiensi professori, renunciato canonico Zagrabiensi, viro de republica literata meritissimo. Uo. 1809. (Költemény.)
- Illustr. ac magn. dno Comiti Ludovico de Rhéde insignis ord. Leopoldini imperii Austriaci equiti… dum insignibus ordinis Viennae 8. Januarii 1809. ornatus domum reverteretur obtulit nomine alumnorum acad. M. Varad. Uo. 1809. (Költemény.)
- Seren. archiducis Austriae Mariae Beatricis Estensis, natalem diem humili spiritu celebravit die VIII. iduum Aprilis 1810. Uo. (Költemény.)
- Seren. Ungariae et Bohemiae regii haered. principis Josephi archiducis Austriae regni Ungariae palatini… magnis nominibus devoto animo consecrat juventus reg. scient. universitatis ung. 14. Kal. Aprilis 1811. Pestini. (Költemény.)
- Magn. Dno Emerico Luby de Benedekfalva munus assessoris ad i. tabulam regiam judiciariam hungaricam capessenti anno 1816. Magno-Varadini. (Költemény.)
- Grati animi monimentum ad cives Jazygiae, et utriusque Cumaniae. (Pesthini), év n. (Költemény.) Az 1–6. számú munkák Dietrich, a 7. és 8. sz. Detrich névvel jelentek meg.